# D'amour et d'amitié
D'amour et d'amitié est un téléroman québécois en 56 épisodes de 50 minutes diffusé entre le 6 septembre 1990 et le 16 avril 1992 sur le réseau TVA.

## Synopsis
« D'amour et d'amitié » met en scène les Lambert et les Lebel, deux familles liées d'amitié depuis plus de vingt ans.

## Fiche technique
- Scénarisation : Marie-Christine Abel, Michelle Allen, Joanne Arseneau, Danielle Aubry, Suzanne Aubry, Bernard Dansereau, Gilles Desjardins, Guy Fournier, Michelle Mien, Manuelle Millet, Andrée Pelletier, Louise Pelletier, Annie Piérard et Xavière Sénéchal
- Réalisation : François Côté, Pierre A. Morin et Daniel Roussel
- Société de production : Productions du Verseau

## Distribution
- Louise Deschâtelets : Suzanne Lambert
- Marc Messier : Benoît Lambert
- Louise Portal : Madeleine Lebel
- Raymond Bouchard : Maurice Lebel
- Ariane Frédérique : Marie-Lyne Lambert
- Vincent Bolduc : Jérémie Lambert
- Geneviève Angers : Mélanie Lebel
- Sébastien Tougas : Jean-François Lebel
- François Godin : Réjean Dumoulin
- René Gagnon : Laurent Dubois
- Marc-André Coallier : Vincent Lamy
- Michèle Péloquin : Myriam
- Kesnamelly Neff : Mireille
- Yanic Truesdale : Joseph-Antoine
- Annie Major-Matte : Charlotte
- Julie Deslauriers : Chloé
- François Chénier : Marc Thibodeau
- Alain Fournier : Bernard
- Hélène Lasnier : Louise Bégin
- Marjolaine Hébert : Arlette Lambert
- Paul Hébert : M. St-Germain
- Manon Gauthier : Stella Duquette
- Patricia Tulasne : Josiane Roy
- Guy Thauvette : Robert Hébert
- Audrey Rivest : Léa Lebel
- Grégoriane Minot-Payeur : Sung Lien
- Marcel Gauthier : Tao
- June Wallack : Laura Cummings
- Gisèle Schmidt : Sœur Rose de Lima
- Léa-Marie Cantin : Claire Sénécal
- Emmanuel Charest : Pierre-Olivier Pauvert
- Jacques Galipeau : Henri Lambert
- Marc Grégoire : Charles Paré Jr.
- Pierre Gendron : Éric Trottier
- Yvon Thiboutot : Pierre Blanchot
- Kim Yaroshevskaya : Dounia
- Maxime Tremblay : Étudiant
- Martin Drainville : Julien Sorel
- Normand Lévesque : Dr Bailey
- Gilles Renaud : Jacques Bérard
- Sabine Karsenti : Julie
- Pierre Carl Trudeau : Professeur de sport